# قورباغه‌های آمازون
قورباغه‌های آمازون (نام علمی: Amazophrynella) نام یک سرده از تیره وزغ‌های راستین است.